# Ángelos Sikelianós
Ángelos Sikelianós (en grec moderne : Άγγελος Σικελιανός ; Leucade 1884 - Athènes 1951) était un des plus importants poètes grecs.

## Biographie

### L'enfance (1884-1900)
Ángelos Sikelianós est le septième et dernier enfant d'Ioánnis Sikelianós (1831-1910) et de Charíklia Stefanítsis (1847-1926). Son père est professeur de français et d'italien, et sa mère est elle-même une femme instruite. Ses origines le rattachent, du côté paternel, à saint Dionysios de Zante (né en 1547), et du côté maternel, au grand écrivain et poète Aristotélis Valaorítis. Il connaît une enfance heureuse, s'épanouissant au contact de la nature préservée et verdoyante de l'île de Leucade, et dans l'atmosphère culturelle où il baigne en famille. 
Après avoir achevé ses études primaires, il s'inscrit en 1896 au Lycée de Leucade et dès cette époque, commence à composer des vers. Il achève ses études secondaires en 1900 sans se présenter à l'examen de fin d'études ; il raconte lui-même qu'il a éprouvé soudainement le désir de contempler l'Olympe.

### La naissance d'un artiste (1900-1913)
Bien qu'inscrit à la faculté de Droit de l'Université d'Athènes, il n'en suit pas les cours. C'est le monde de l'art qui l'attire, d'abord par le biais du théâtre : le 22 novembre 1901, il interprète un des membres du chœur dans l’Alceste d'Euripide, où sa sœur Hélène joue le rôle de la servante. Le 4 décembre suivant, tous deux montent à nouveau sur les planches, dans Le canard sauvage d'Ibsen, où Àngelos Sikelianós joue un rôle secondaire, tandis que sa sœur interprète le rôle féminin de Guina. Ils renouvellent l'expérience le 20 décembre en interprétant la Locandiera de Goldoni. Il passe le mois de juillet 1902 à Leucade. Les premiers poèmes sont publiés dans la revue Dionysos en mars 1902, sous le titre français de Ballades, et en septembre, il publie Ars minimi dans la revue Panathénées. Il revient au théâtre l'année suivante avec la représentation de La navette d'Henri Becque, et la comédie d'A.Bilhaud, La dernière de toutes. L'année 1904 voit la publication d'une série de poèmes dans plusieurs revues, Numa, Panathénées, La Muse, Vie et Akritas. Durant l'été 1905, il voyage en compagnie de son beau-frère, le poète Spylios Pasayannis ; ils se rendent sur le mont Taygète, vivant quarante jours dans une cabane faite de branches de sapin. Il dédie à son beau-frère le poème L'étranger, publié dans la revue Numa. 

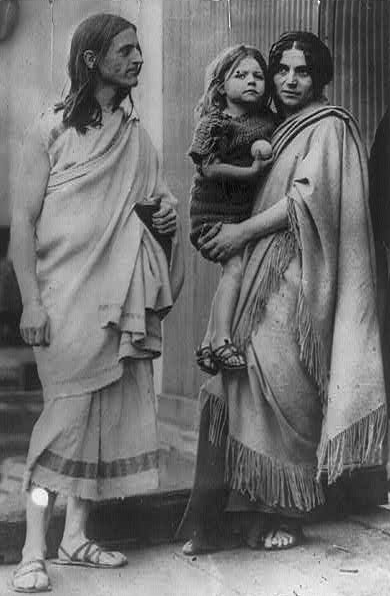
Raymond Duncan et son épouse Pénélope Sikelianou, vêtus à l'antique, en 1912.

En août 1906, chez Isadora Duncan, à Výronas sur les pentes du mont Hymette, il entre en contact avec une colonie d'expatriés américains qui ont décidé de vivre comme les Grecs de l'Antiquité, et de s'habiller de tuniques drapées à l'ancienne. Cette communauté cultive le chant, la danse, la poésie byzantine, dans une atmosphère de mysticisme qui joue un rôle important dans le refus de l'intellectualisme et du rationalisme par Sikelianós. Là, il fait la connaissance d'une jeune Américaine, Evelina Courtland Palmer, étudiante en archéologie grecque et chorégraphie à Paris. Venue en Grèce avec Pénélope Sikelianou (une des sœurs du poète) et Raymond Duncan parce qu'elle a été touchée par un poème d'Άngelos Sikelianόs, la jeune Evelina n'a qu'un désir : connaître le poète. Elle entre rapidement dans sa vie, le recommande par lettre à la comtesse Pasolini, à Rome, et ils voyagent ensemble à Rome, à Paris et en Égypte. Au printemps 1907, c'est dans le désert de Libye, dit-on, que Sikelianόs aurait composé en une semaine son premier grand recueil de poésie lyrique, Le Visionnaire, Ο Αλαφροΐσκιωτος. À l'été 1907, il compose aussi les Rhapsodies de la mer Ionienne. Après un bref séjour à Paris, Eva et Sikelianόs se marient le 9 septembre 1907 à Bar Harbor dans le Maine aux États-Unis. À leur retour en Grèce, ils s'installent à Leucade.
À l'occasion du passage de l'empereur Guillaume II à Leucade, Sikelianόs compose un article qui paraît le 19 avril 1908 dans le journal l’Éclair. La même année, l'écrivain Aristos Kambánis publie l'éloge du recueil Le Visionnaire, dans une revue d'Alexandrie. Sikelianόs devient en décembre 1908 l'un des tout premiers membres de la Compagnie folklorique grecque fondée par l'écrivain Nikόlaos Polítis. Pour assurer la promotion du recueil Le Visionnaire, publié dans une édition de luxe en mars 1909, Sikelianόs donne trois conférences, intitulées Proclamation d'héroïsme, Le grand Pan et l'Ulysse d'Homère. La voie que le poète cherchait depuis 1902 entre symbolisme et esthétisme, mais aussi chez Dionysios Solomos, est enfin trouvée. Certains critiques se montrent enthousiastes devant cette œuvre novatrice, mais le poète essuie aussi des « remarques stupides », selon lui, auxquelles il répond dans la revue Numa avec l’Ode de l'adieu, le 30 mars 1909. Un enfant naît au foyer d'Ángelos Sikelianós, en octobre 1909, le petit garçon est prénommé Glafkos. Mais le poète continue de publier, d'abord une étude sur l'œuvre de Gabriele D'Annunzio, Peut-être oui, peut-être non, en janvier 1910, puis deux poèmes, Thrène apollinien et Hymne delphique. L'année 1911 marque le retour au théâtre. Sikelianós, Eva, ainsi que deux des sœurs du poète, sont à Paris, et jouent, au Châtelet puis au Trocadéro, Electre de Sophocle dans sa version originale. Eva interprète le rôle de Chrysothémis, tandis que Raymond Duncan joue Egisthe. À Rome, en 1911, il connaît son premier baptême de l'air, et en est enthousiasmé. De retour à Paris en 1912, Sikelianós rend visite à Auguste Rodin dans son atelier, et tire de cette rencontre la matière de deux articles, Mes conversations avec Rodin, et peu après, Suite de ma conversation avec Rodin, avec des notes sur l'esthétique. Au début du mois d'octobre, la Première Guerre balkanique éclate et Sikelianόs est mobilisé. Il sert comme soldat sur le front, expérience qui lui inspire plusieurs  poèmes, entre autres La guerre et Prière pour Ioannina. Le 8 mars 1913, à l'occasion de l'accession au trône de Grèce du nouveau roi Constantin Ier, il compose le poème intitulé Le Couronnement. Libéré de ses obligations militaires en novembre, il séjourne à Olympie jusqu'à la fin de l'année.

### Le temps des voyages et de la maturité (1914-1924)
Tout en poursuivant la composition de nouveaux poèmes, Sikelianόs entame une série de voyages à travers la Grèce, visitant Méga Spylaion, Patras, Xylókastro et le mont Athos. Il effectue pour la deuxième fois un vol en avion, dont il retranscrit les impressions dans le sonnet intitulé En vol, publié dans la revue Vie nouvelle. Le 11 novembre 1914, il fait la connaissance de Níkos Kazantzákis : entre eux, c'est d'emblée l'amitié et la sympathie, « ils se reconnaissent immédiatement comme frères », selon le témoignage de Pantelís Prevelákis. Ils séjournent dans la maison de campagne de Sikelianόs à Sykia, dans le nome de Corinthie, et visitent ensemble le mont Athos, en tenant un journal. Puis viennent les excursions en Attique et surtout dans le Péloponnèse. En mars 1915, depuis Sparte, ils adressent conjointement un télégramme de « respectueuse salutation » à Elefthérios Venizélos au moment où celui-ci éprouve de graves difficultés avec le roi Constantin Ier. Les œuvres majeures voient progressivement le jour : d'abord La conscience de ma Terre et La conscience de ma Race, plus tard intégrées dans le recueil Prologue à la Vie. Sikelianόs commence aussi la rédaction du poème Mère de Dieu et d’Asclépios, drame mystique selon Eva. Le blocus d'Athènes organisé par les Puissances de l'Entente en 1916 contre Constantin Ier lui inspire le poème L’enfer de la famine. La même année est publiée la troisième partie du Prologue à la Vie, sous le titre La conscience de la Femme, bientôt suivie par la quatrième partie, La conscience de la Foi. Les voyages se poursuivent en 1917 en compagnie de Kazantzakis : en mai 1917, ce dernier veut mettre en valeur à Prastova, dans le Magne, une mine de lignite, avec comme contremaître Georges Zorba, le héros du futur roman Alexis Zorba. En 1917, ému par la mort d’Auguste  Rodin, Sikelianόs consacre au sculpteur un article qui paraît en juillet 1918 dans la revue alexandrine Lettres. Il commence aussi la rédaction du grand poème Pâques des Grecs. Toujours en compagnie de Kazantzakis, il séjourne à Spetses et à Epidaure, et en octobre 1919, au monastère du Prophète Élie à Amphissa. En 1920, Sikelianόs est au monastère saint Séraphim, à propos duquel il écrit Le martyre du bienheureux Séraphim à Hélicon. Cette religiosité du poète se confirme encore avec le pèlerinage entrepris du 2 au 26 avril 1921 aux lieux saints ; il s'agit pour Sikelianόs de vivre une authentique expérience spirituelle sur les pas du Christ, afin de compléter le poème Pâques des Grecs, resté cependant inachevé. Jusqu'en mars 1922, Sikelianόs et Kazantzakis se rendent sur les sites archéologiques du Péloponnèse et d'Attique, et au printemps, ils séjournent à Sykia, Zemenó, et dans les Cyclades. À partir de 1923, l'idée de la fraternité universelle, prélude aux célébrations delphiques des années suivantes, commence à prendre forme dans l'esprit du poète. À cet effet, il prépare une série de conférences données dans l'amphithéâtre de la Faculté de droit d'Athènes, qui suscitent l'enthousiasme des étudiants. Souhaitant semer aussi sa bonne parole en Union soviétique, il prévoit d'y faire un voyage en compagnie d'Eva, mais le voyage n'a finalement pas lieu.

### L'esprit de Delphes (1925-1932)

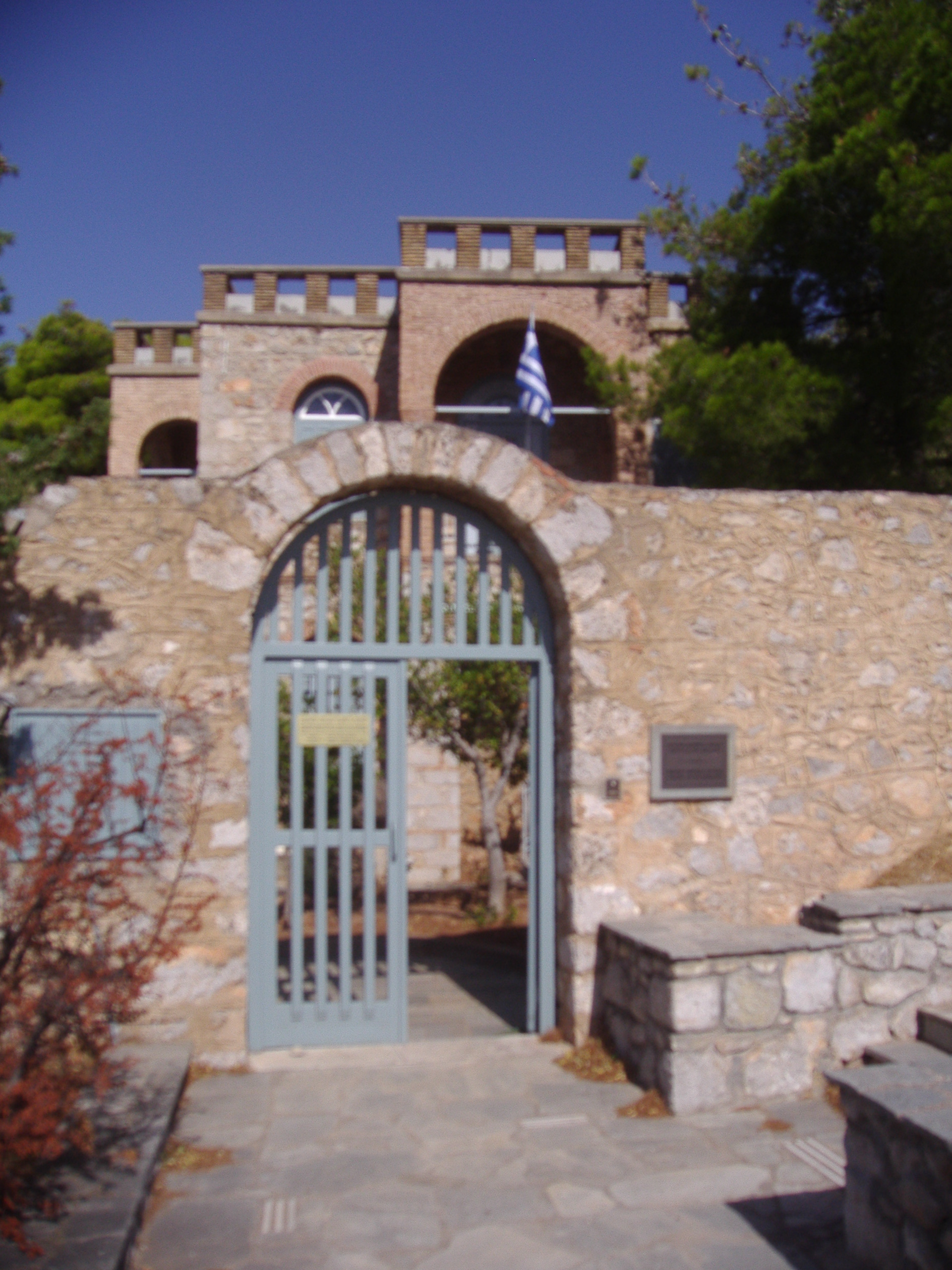
La maison de Sikelianós à Delphes, aujourd'hui transformée en musée.

À partir de 1925, Sikelianós réside en permanence à Delphes, où il lui arrive d'accueillir des excursionnistes étrangers. C'est à cette époque qu'il commence à organiser son projet delphique : persuadé que Delphes peut redevenir, comme dans l'Antiquité, un centre spirituel capable de transcender les différences entre les peuples, il invite, du 1er au 3 mai 1925, une centaine de personnalités éminentes du monde de l'esprit à venir prendre connaissance de son programme delphique. Outre les célébrations delphiques, avec représentations à l'antique, ce programme prévoit aussi une Union delphique visant à assurer l'unité et la fraternité entre les peuples, ainsi qu’une Université delphique, dont l'objectif aurait été la synthèse de toutes les traditions des peuples. En juin, au cours des fêtes commémorant le centième anniversaire de la naissance d'Aristote Valaoritis, à Leucade, il récite l’Ode à ce poète. Et dès 1926, le couple Sikelianós prépare le programme delphique : Eva a non seulement généreusement subventionné les Fêtes delphiques mais elle crée aussi la chorégraphie et la mise en scène du Prométhée enchaîné d'Eschyle, elle s'occupe de la musique et tisse les costumes. Le poète écrit des articles dans le journal La Tribune libre (Ελεύθερο Βήμα) pour expliquer le sens et les buts de son projet delphique. Au début du mois de mai 1927, il accueille à Delphes le compositeur Richard Strauss. Les 9 et 10 mai 1927 sont célébrées les Fêtes delphiques, dans une grande affluence : on y donne la représentation de Prométhée enchaîné ; plusieurs concours d'athlétisme sont organisés, comme le lancer du javelot et du disque, ainsi que des courses aux flambeaux et des expositions d'artisanat. À la fin de ces fêtes, Sikelianós prononce un discours en français, puis le poète et Eva sont portés en triomphe devant un public conquis. Le succès est considérable, comme en témoignent les critiques et les articles parus à l'époque. Dès lors le couple déploie tous ses efforts pour pérenniser ce projet delphique. Le 29 mai, Sikelianós fait une conférence au Pirée pour en expliquer les grandes lignes. Et en septembre, Eva se rend aux États-Unis pour promouvoir le projet delphique et l’œuvre de Sikelianós. De nouvelles Fêtes delphiques sont prévues en 1930. Sikelianós se rend donc à Paris en novembre 1928 pour obtenir la collaboration d'intellectuels français : mais il revient déçu par l'attitude de réserve qu'il rencontre même chez des amis comme Édouard Schuré. Cependant, son entreprise trouve un écho favorable en Grèce : le 25 mars 1929, le poète et académicien grec Simos Ménardos, avec l'appui de Kostís Palamás, demande à l'Académie de décerner la médaille d'argent au couple Sikelianós pour son projet delphique. Et en avril, l'idée de proposer le poète pour le prix Nobel de littérature circule pour la première fois dans la presse. À la mi-août, il a la joie de recevoir la visite à Delphes d'Édouard Herriot, accompagné par Georges Seféris. Les deuxièmes Fêtes delphiques se déroulent en mai 1930, et sont organisées pendant trois journées (1-3, 6-8, et 11-13 mai) dont le programme se répète trois fois. Le premier jour on donne la représentation de Prométhée enchaîné, mais aussi des Suppliantes d'Eschyle. Le travail de préparation est énorme, et de nouveau ces Fêtes reçoivent un écho international. Mais le couple Sikelianós s'est ruiné dans cette entreprise. Le 12 octobre 1930, les participants à la Première Conférence des pays balkaniques qui vient de se tenir à Athènes se rendent à Delphes où Sikelianós les reçoit et prononce une allocution. À Athènes, poursuivant la promotion de son projet, Sikelianós accorde des entretiens, et fait des conférences ; le statut de son Union delphique est signé le 8 février 1931. Parallèlement, il étudie les Mystères d'Éleusis, et écrit Le dernier dithyrambe orphique ou Dithyrambe de la Rose, tragédie publiée en septembre 1932, et traduite en français par l'auteur lui-même. Mais les dettes s'accumulent et il affronte de sérieuses difficultés financières : sa maison à Sykia, près de Corinthe, est menacée de saisie. Il doit renoncer à des déplacements et même à des publications.

### Sous le signe de l'unité et de la résistance nationale (1933-1951)

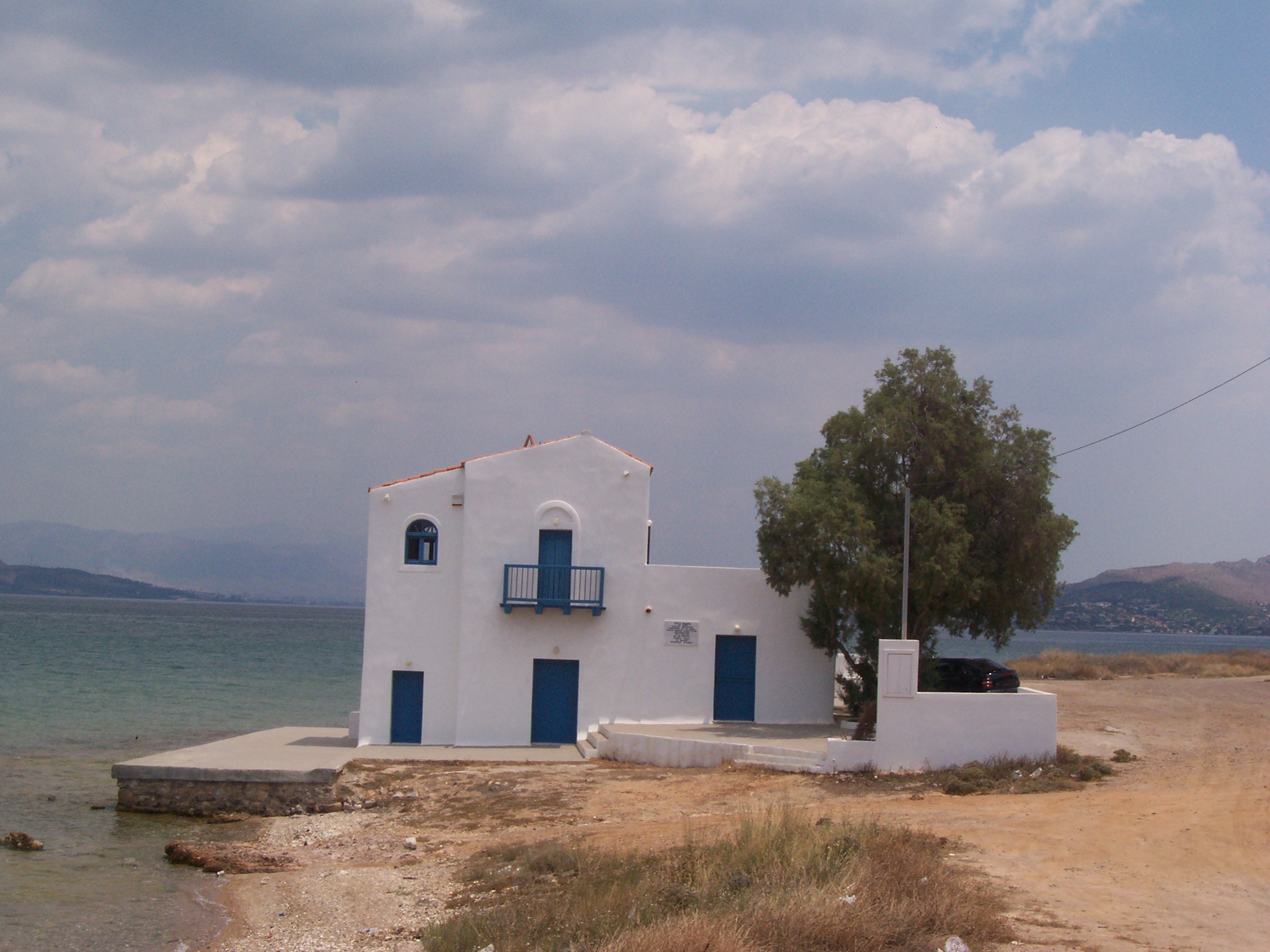
La maison de Sikelianós à Salamine.

À partir de 1933, Sikelianós loue une petite maison au bord de la mer, à Salamine, où il trouve un havre de paix et où il reviendra jusqu'à la fin de ses jours. Eva l'a quitté ; elle est retournée aux États-Unis où elle a signé un contrat pour des représentations de pièces du théâtre antique. Le 30e Congrès pour la Paix qui se tient à Locarno en 1934 donne au poète l'occasion de développer à nouveau le rêve que Delphes lui a inspiré. À Paris, où il se rend pour en parler, il fait la connaissance de Paul Valéry : l'année suivante, il écrit la préface à Eupalinos, ou l'Architecte de Valery, qu'une amie philosophe vient de traduire en grec. Malgré des ennuis de santé, les conférences et les œuvres se succèdent, sous le signe de la synthèse et de l'unité entre passé et présent, entre antiquité et néohellénisme : en novembre et décembre 1935, il évoque, sur la Voie Sacrée et dans le télestérion, le Testament d'Éleusis. En avril 1936, sa conférence intitulée Kostís Palamás, ascète et myste, fait grande impression. L'année 1937 voit la célébration du dixième anniversaire des Fêtes delphiques auquel une revue consacre tout un numéro. Sikelianós entame en 1938 une relation amoureuse passionnée avec Anna Kambanari-Karamani ; ils se marient le 17 juin 1940 à Éleusis et passent l'été dans les montagnes de Phtéri où le poète rédige avec ardeur la tragédie de La Sibylle. 

À l'approche de la guerre italo-grecque, Sikelianós s'engage en faveur de la liberté : en décembre 1940, il prend deux fois la parole à la radio pour expliquer le sens de la mobilisation et les valeurs spirituelles grecques. Convaincu que la justice sociale est un des principes fondamentaux du christianisme, en juillet 1941 il fait l'éloge du nouvel archevêque d'Athènes, Damaskinos, qu'il appelle « l'héroïque Combattant social de notre Nation ! » À Noël 1941, alors que sévissent en Grèce la famine et la brutalité de l'occupation nazie, il rédige le poème, au symbolisme transparent, Dionysos au berceau, où des morts, surgis dans la nuit, interrogent : « Où sont les gardes ? Qui défendra l'enfant contre les loups ? ». La Seconde Guerre mondiale, immédiatement suivie par la guerre civile grecque, transforme sa sensibilité : durant cette période, l'inspiration patriotique de son travail vise à insuffler l'esprit de résistance à travers la force du verbe poétique ; il abandonne le lyrisme pour une poésie d'inspiration plus largement humaine. Il participe par toutes sortes de moyens, à la Résistance grecque à l'occupant allemand, et multiplie les démarches et interventions en faveur de tous ceux qui souffrent. Au plus fort de la famine, en 1942, dans un poème au titre provocateur, intitulé 25 mars 1942, il évoque symboliquement un printemps nouveau : « Ô Grèce, bientôt tu ressusciteras pour vivre un nouveau Vingt-et-Un ! ». Dans un des poèmes les plus sombres de toute son œuvre, intitulé Non écrit (en grec moderne Άγραφον), il insiste sur la relation entre d'une part les souffrances consécutives à l'hiver, à la famine et à l'effondrement économique, et d'autre part la nécessité d'une renaissance spirituelle et sociale. Sur l'île d'Égine, il écrit la tragédie Dédale en Crète, identifiant toujours les mythes antiques à une réalité grecque vivante. Et à la fin de cette terrible année 1942, il publie le recueil des Poèmes Akritiques, dont le titre évoque le héros byzantin Digénis Akritas qui avait repoussé les envahisseurs musulmans, signe que sa poésie aussi se veut populaire, patriotique et martiale.  
Sa parole poétique vibre, majestueuse et solennelle, aux funérailles du poète Malakásis, le 27 février 1943 ; et aux funérailles nationales de Kostís Palamás le 28 février suivant, il est en tête du cortège qui porte le cercueil, puis, de sa voix puissante et hiératique, il déclame le poème Palamás, écrit aux aurores le jour même. Sans se soucier de la présence du Premier Ministre Konstantinos Logothetopoulos, des dignitaires de l'Axe et des gardes allemands, Sikélianos entonne un véritable appel au sursaut national : « Sonnez clairons, cloches tonnantes, faites trembler le pays tout entier d'un bout à l'autre ! ». Le critique littéraire Georges Katsimbalis est le premier à entonner l'hymne national grec, repris en chœur par la foule sous les cris de Vive la Grèce ! Vive la liberté ! : les obsèques de Palamás deviennent ainsi une impressionnante manifestation de résistance à l'occupation allemande. Vers la fin de la guerre, dans un traité sur le contenu social du christianisme, il invite à l'esprit de pauvreté de l'Église primitive, rejoignant ainsi les critiques de l'archevêque Damaskinos contre les spéculateurs qui s'enrichissent du malheur de tout un peuple d'affamés. Mais la guerre civile est sur le point d'éclater ; la division oppose, en 1944, les organisations rivales de la résistance, ce qui plonge le poète dans le désespoir. 
L'amitié très ancienne avec Kazantzakis se confirme le 11 novembre 1945 : il est le témoin du mariage de Nikos et Hélène Kazantzakis. Il est de nouveau proposé en 1946 pour le prix Nobel de littérature par la Société grecque des Gens de Lettres, dont il devient le président en 1947. Sa santé se dégrade progressivement à partir de cette date : il est hospitalisé une première fois en février 1948, puis de nouveau en mai 1950, pour un accident vasculaire cérébral. À la fin de janvier 1951, Georges Séféris qui lui rend visite témoigne de son état dramatique : « La mort qui tombe comme neige sur lui l'a à demi enseveli ». Le 4 juin 1951, ayant absorbé par erreur un désinfectant, au lieu de son médicament, il est transporté à l'hôpital, où il décède le 19 juin suivant.

## Œuvres de Sikelianós
- (el) Άγγελου Σικελιανού, Άπαντα, Λυρικός Βίος, 6 τόμοι, Ίκαρος, Αθήνα, (1966)
- (el) Άγγελου Σικελιανού, Θυμέλη, 3 τόμοι, Ίκαρος, Αθήνα.

- (fr) Octave Merlier, Le serment sur le Styx, Cinq poèmes de Sikelianos (1941-42), Icaros, Collection de l'Institut français d'Athènes (1946).
- (fr) Robert Levesque, Sikelianos, Choix de poèmes. Avant-propos de Paul Éluard (1946).
- (fr) A. Sikelianos, Poèmes Akritiques, suivi de La mort de Digenis (tragédie), adaptation par Octave Merlier, Collection de l'Institut français d'Athènes (1960).
- (fr) A. Sikelianos, Une voix orphique, choix de poèmes traduit du grec moderne et présenté par Renée Jacquin, édition bilingue, Éditions de la Différence, coll. « Orphée » (1990)  (ISBN 978-2729104825)
- (fr) Le dithyrambe de la Rose, édition bilingue, traduction de Renée Jacquin, Publication du Groupe interdisciplinaire du Théâtre antique, Université Paul Valéry, Montpellier (1989)  (ISBN 2-905848-01-4)
- (fr) Dédale en Crète, édition bilingue, traduction de Renée Jacquin, Publication du Groupe interdisciplinaire du Théâtre antique, Université Paul Valéry, Montpellier (1986)  (ISBN 2-905848-03-0)
- (fr) L'esprit de Delphes : A.Sikelianos, Publication de l'Université de Provence (1989)  (ISBN 978-2853991995)